# Valsella polyspora
Valsella polyspora är en svampart som först beskrevs av Nitschke, och fick sitt nu gällande namn av Pier Andrea Saccardo 1882. Valsella polyspora ingår i släktet Valsella och familjen Valsaceae.   Inga underarter finns listade i Catalogue of Life.